# Seligeria oelandica
Seligeria oelandica là một loài rêu trong họ Seligeriaceae. Loài này được C.E.O. Jensen & Medelius mô tả khoa học đầu tiên năm 1929.